# Lincoln Cosmopolitan
El Lincoln Cosmopolitan es un auto de lujo de tamaño completo que fue vendido por Lincoln desde 1949 hasta el año modelo 1954. Todos los Lincoln se fabricaron en Lincoln Assembly, Dearborn, Míchigan, mientras que algunos se enviaron en "kits de derribo" a fábricas regionales en Maywood Assembly, Maywood, California, Edison Assembly, Edison, Nueva Jersey o St. Louis Assembly, San Luis, Misuri, y se reunieron localmente.

## Primera generación (1949-1951)

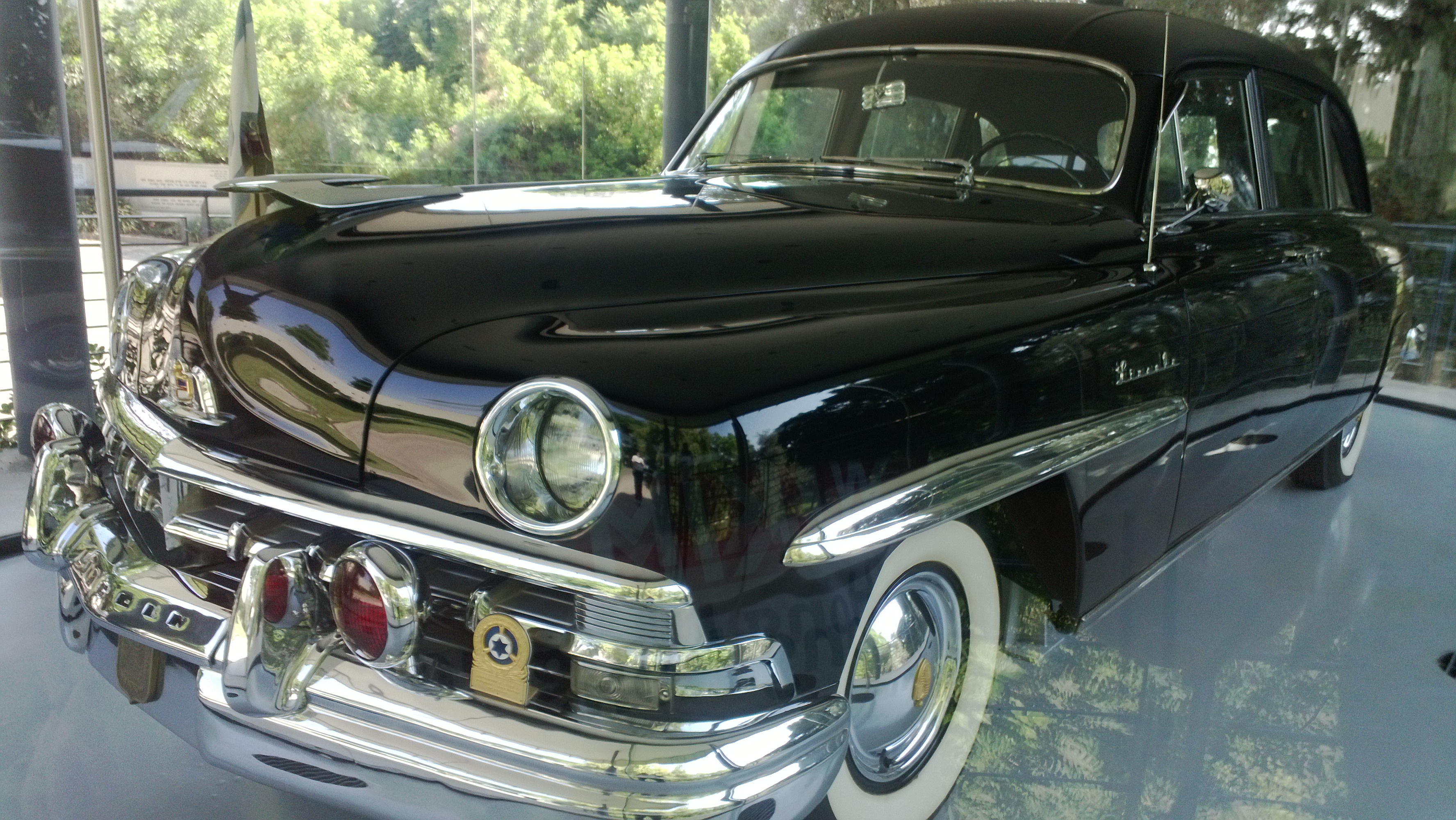
Chaim Weizmann limusina de 1950

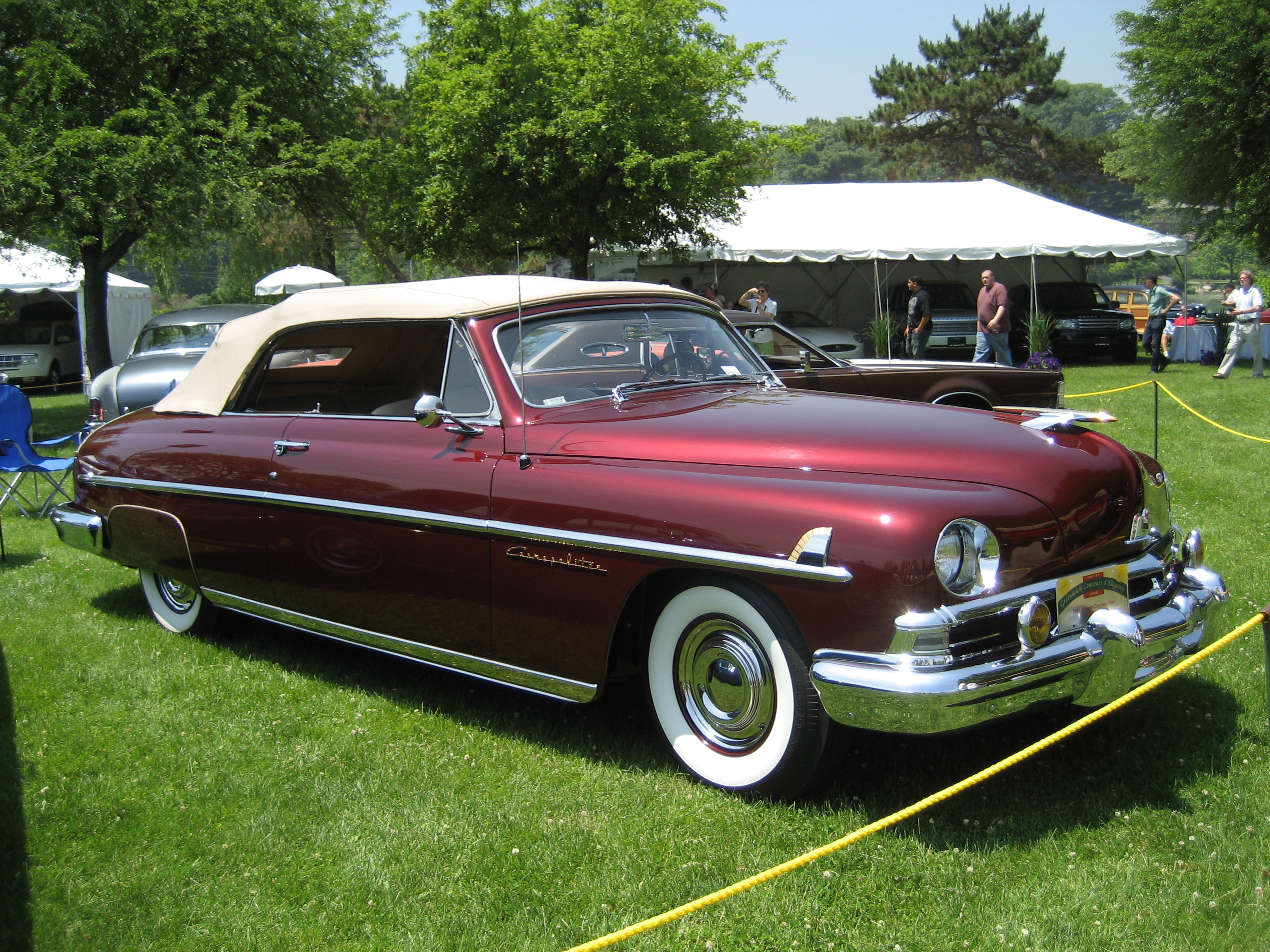
Lincoln Cosmopolitan descapotable de 1951

En 1949, Lincoln introdujo sus primeros cuerpos de posguerra, marcando también las primeras líneas de productos de la División Lincoln-Mercury combinada. A pesar de compartir muchos paneles de carrocería con Mercury Eight y Lincoln estándar, el Lincoln Cosmopolitan de 1949 se comercializó como el buque insignia de la línea Lincoln; El modelo se distinguió por su propia línea trasera del techo.
En una partida de vehículos anteriores de Lincoln, la carrocería no presentaba tablas de correr, con los guardabarros y las puertas cerradas; Los Lincoln presentaron faros y luces traseras empotradas ("frenched") en la carrocería. En ese momento, el estilo fue referido como un diseño de pontón. Usando una característica que luego aparecería en el sedán Lincoln Continental posterior, todos los sedanes de cuatro puertas Lincoln-Mercury presentaron puertas de suicidio con bisagra trasera. Junto con el de cuatro puertas, el Cosmopolitan se vendió como un dos puertas (en el estándar y el ajuste de Capri) y un convertible de dos puertas.
Compartiendo su motor con la línea de camiones pesados Ford, el Lincoln y el Lincoln Cosmopolitan fueron impulsados por un Ford Flathead V8 de 337 pulgadas cúbicas, convirtiéndose en el primer Lincoln impulsado por un motor V8. Junto con una transmisión manual de 3 velocidades, una GM Hydramatic automática de 4 velocidades estaba disponible como opción. Para la suspensión, el chasis recibió resortes helicoidales delanteros.

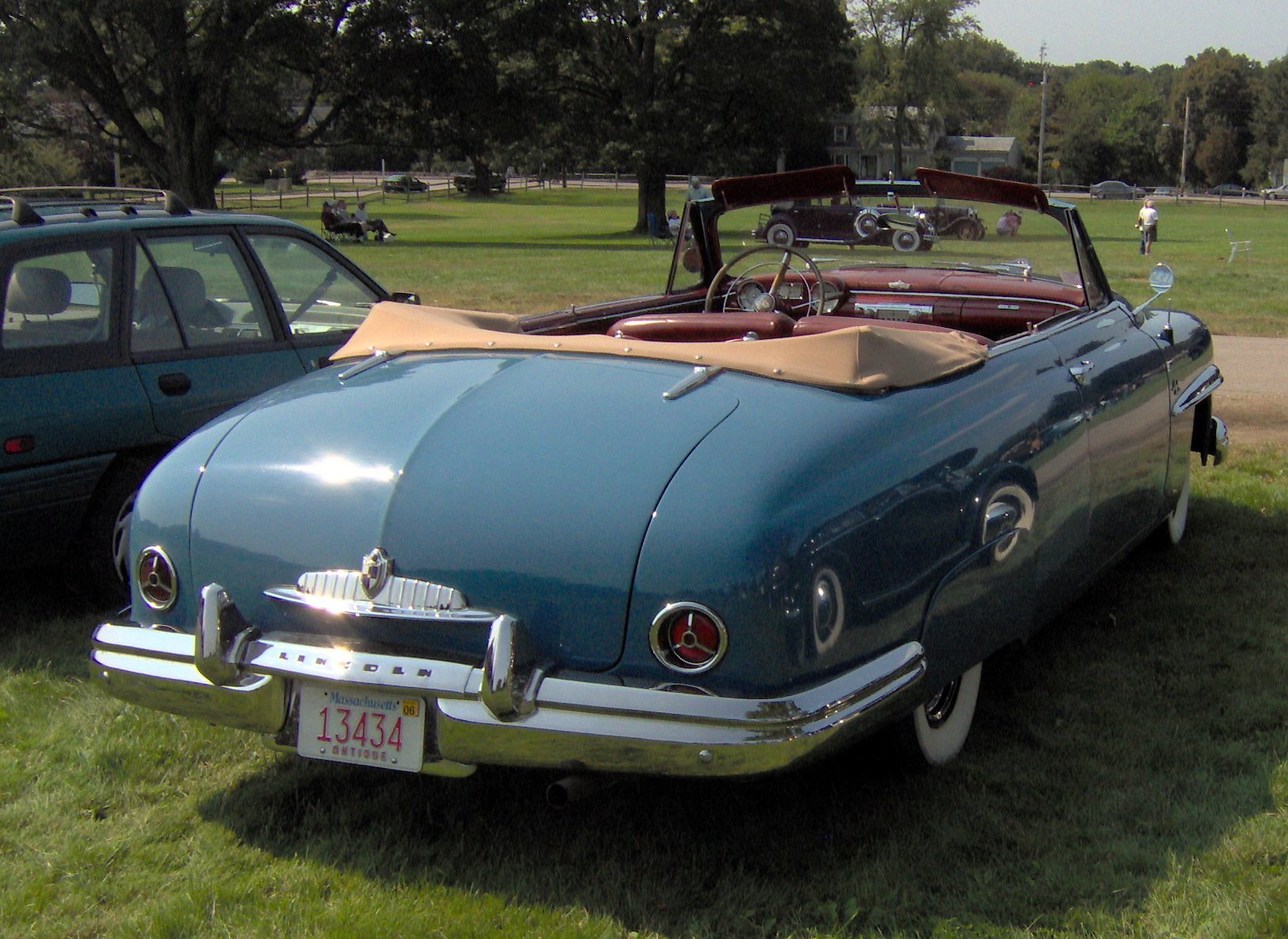
Lincoln Cosmopolitan descapotable de 1949. Parte trasera

En 1951, en todas las versiones de Cosmopolitan, Lincoln agregó ventanas y asientos eléctricos como equipo estándar.
Junto con Mercury Eight, el Lincoln Cosmopolitan de 1949-1951 ganaría popularidad entre los personalizadores que creaban "trineos de plomo".

## Segunda generación (1952-1954)
Para 1952, la línea del modelo Lincoln-Mercury vio un rediseño. El Lincoln Cosmopolitan tomó el lugar del Lincoln estándar, y el Lincoln Capri se convirtió en la nueva línea insignia de Lincoln. Una vez más, compartiendo su cuerpo con Mercury (ahora Mercury Monterey), el cuerpo trasero introdujo guardabarros traseros de pontones, con la adopción de faros y luces traseras más grandes. En un cambio importante, los vehículos de cuatro puertas Lincoln-Mercury vieron la introducción de puertas traseras con bisagras delanteras. Con el convertible reservado para la gama Capri, el Cosmopolitan ahora se vendía como sedanes de dos y cuatro puertas.
En lugar del Ford Flathead V8, para 1952, Lincoln presentó un Lincoln Y-block V8 de 317 pulgadas cúbicas, con el Hydramatic de 4 velocidades como la transmisión exclusiva.
En lugar del Ford Flathead V8, para 1952, Lincoln presentó un Lincoln Y-block V8 de 317 pulgadas cúbicas, con el Hydramatic de 4 velocidades como la transmisión exclusiva.
Lincoln ganó los cuatro primeros lugares en la categoría Stock Car de la Carrera Panamericana en 1952 y 1953. Ocupó el primer y segundo lugar en 1954.

## Coche estatal presidencial
En 1950, bajo la presidencia de Harry S. Truman, la leyenda dice que Truman guardaba rencor con General Motors porque no le darían uso de sus autos durante su carrera para la elección presidencial de 1948; por lo tanto, eligió a Lincoln para el automóvil estatal presidencial.
La Casa Blanca arrendó diez Lincoln Cosmopolitans, construidos por Henney Motor Company para Lincoln, y modificados por Hess y Eisenhardt Company. Los autos fueron modificados con espacio adicional para acomodar los sombreros de seda altos populares en ese momento, y fueron pintados de negro. Nueve de los automóviles tenían cuerpos cerrados, mientras que el décimo era un convertible blindado especialmente para el presidente Truman. El décimo Cosmopolitan tenía 20 pies (6.1 m) de largo, 6.5 pies (2.0 m) de ancho, y pesaba 6.500 libras (2.900 kg), 1.700 libras (770 kg) más pesado que un Cosmopolitan común. Los diez autos fueron equipados con motores V8 de 152 caballos de fuerza (113 kW) "con transmisiones Hydra-Matic de uso pesado".
En 1954, el presidente Dwight D. Eisenhower tenía el convertible Cosmopolitan equipado con un techo de plexiglás que se conoció como el "Bubble-top"; Permaneció en el servicio presidencial hasta 1965.